# (1014) Semphyra
(1014) Semphyra – planetoida z pasa głównego asteroid okrążająca Słońce w ciągu 4 lat i 252 dni w średniej odległości 2,8 au. Została odkryta 29 stycznia 1924 roku w Landessternwarte Heidelberg-Königstuhl w Heidelbergu przez Karla Reinmutha. Nazwa planetoidy pochodzi od bohaterki poematu Aleksandra Puszkina. Przed jej nadaniem planetoida nosiła oznaczenie tymczasowe (1014) 1924 PW.